# Edward-Saidi Tingatinga
Edward-Saidi Tingatinga (1932 – 1972) var en tanzaniansk kunstner, der malede naivistiske billeder fortrinsvis med dyr, og har inspireret efterfølgere, der primært sælger billeder til turister. Malerier i hans stilart kaldes også for tingatinga.

## Liv og karriere
Edward-Saidi Tingatinga blev født i det sydlige Tanzania i en landsby med navnet Ngapa nær grænsen til Mozambique. Hans mor var medlem af stammen Makua og hans far var med i den islamiske stamme Ndonde.
Tingatinga kom til Dar es Salaam i 1955 og begynde at arbejde som gartner hos en europæisk kolonialist. Efter Tanzanias selvstændighed blev han inspireret af at se kunstnere fra Zaire sælge deres arbejder fra vejkanten til turister. Han åbnede sit eget studio i 1968 og begyndte at male afrikanske motiver på masonitplader, fugle, dyr, landskaber og landsbyliv. I 1971 lod National Arts Council hans billeder udstille på den Internationale Handelsmesse.
I 1972 omkom han ved et skud, der ved en fejl blev affyret af politiet, der mistænkte ham for at være en tyv. Han nåede således kun at virke i fire år.